# 细沙坪乡
细沙坪乡，是中华人民共和国湖南省张家界市桑植县下辖的一个乡镇级行政单位。

## 行政区划
细沙坪乡下辖以下地区：
云合村、庄家坪村、江西坪村、茅坡村、九龙村、太子坪村、细沙坪村、朝南坪村、周家亚村、徐家桥村、八皮坡村和张家台村。